# دستور داراب پالن
دستور داراب پالِن (زاده ۱۰۳۷ یزدگردی پیرامون ۱۰۷۷ (قمری)- مرگ بهمن ۱۱۰۴ یزدگردی یا ۱۱۰۵ یزدگردی پیرامون ۱۱۴۵ (قمری)) شاعر و دستور پارسی بود.
او در نوساری گجرات هندوستان می‌زیست. او پسر دستور پالن و نوهٔ هیربد فریدون بود و تبارش به دستور نریوسنگ می‌رسید. تبار کامل او برپای یادداشت پشت یک کتاب دستنویس شده به خط خودش بدین سان است :دستور داراب پور دستور پالن پور فریدون پور هومجی پور موبد پور شاعر پور بهرام پور رستم. او بر زبان‌های فارسی، پهلوی، پازند، هندی و سانسکریت چیرگی داشت. همچنین در اخترشناسی و اسطرلاب هم دستی داشت.
در آغاز در نزد پدرش دستور پالن به آموختن مزدیسنا و ادبیات پرداخت و به زودی در زمینهٔ دینی به استادی رسید. او خود دربارهٔ پدرش و شاگردی در پیشگاهش چنین سروده است:
| ولی‌النعمتم دستور پالن      |  | بوَد پورِ فریدونِ بهین‌تن    |
| مرا هم باب و هم استاد باشد |  | به دیدارم همیشه شاد باشد |

او حساسیت ویژه‌ای در برپایی آیین‌های دینی زرتشتی داشت.
او در اثر منظوم خود فرضیات‌نامه کارهایی را که یک زرتشتی باید در سی روز ماه انجام دهد مشخص می‌سازد. اثر دیگر او خلاصه دین است که ۷۵۴ بیت دارد. همچنین بسیاری از دستنوشته‌های خطی زرتشتی در کتابخانه‌های اروپا و هندوستان به خط اوست و این به دلبستگی او برای رونویسی و گسترش نوشته‌های دست‌نویس اوستا و به ویژه وندیداد باز می‌گشت. او همچنین بسیاری از نوشته‌های پهلوی را به فارسی و گجراتی ترجمه نمود.
دستور داراب در نوشته‌هایش از بیان معجزه‌ها و کارهای شگفتی که آوردنشان در متن‌های دینی زرتشتی رواج داشت خودداری می‌کرد و به ساده‌گویی و ساده‌نویسی دلبسته بود. نوشته‌های او مورد توجه پژوهشگران غربی نیز بوده‌ است.

## اثرها
- خلاصهٔ دین (سورت، ۱۰۵۹ یزدگردی)
- فرضیات‌نامه
- مناجات
- معنای زند اوستا
- ترجمهٔ یسنای ۹ و ۱۰ به فارسی از روی ترجمهٔ سانسکریت (۱۰۸۶ خورشیدی)
- شرح سی روز ماه
- احوال زرتشت
- معنی سد نام باری تعالا سبحانه
- احوال هفت امشاسپندان با هفت دیوان که به ضد ایشان باشند.

## منبع
- لغتنامهٔ دهخدا، سرواژهٔ داراب
- وب‌گاه یتااهو
- هاشم رضی، متون شرقی و سنتی زرتشتی؛ جلد یکم، انتشارات بهجت شابک ‎۹۶۴−۶۶۷۱−۶۳−۲